# 里基·贝伦斯
里基·贝伦斯（Ricky Berens，1988年4月21日—），美国男子游泳运动员，主攻自由泳。曾参加2008年北京奥运和2012年伦敦奥运，共收获两枚金牌和一枚银牌。2013年11月，贝伦斯宣布退役。